# 현대문학
현대문학(現代文學)은 문학사에 있어서 시대 구분의 일종이다. 근대문학 이후의 문학으로, 언제가 시작인지에 대해서는 연구자들 사이에서도 의견이 갈리기 때문에 엄밀하게 말하는 것은 어렵다. 다만 주로 문화의 대중화가 진행된 제2차 세계 대전 이후를 가리키는 것이 일반적이다.

## 같이 보기
- 20세기 문학